# (200395) 2000 RV63
(200395) 2000 RV63 es un asteroide perteneciente al cinturón de asteroides descubierto el 3 de septiembre de 2000 por el equipo del Lincoln Near-Earth Asteroid Research desde el Laboratorio Lincoln, Socorro, Nuevo México, Estados Unidos.

## Designación y nombre
Designado provisionalmente como 2000 RV63.

## Características orbitales
2000 RV63 está situado a una distancia media del Sol de 2,425 ua, pudiendo alejarse hasta 2,884 ua y acercarse hasta 1,966 ua. Su excentricidad es 0,189 y la inclinación orbital 2,219 grados. Emplea 1379,38 días en completar una órbita alrededor del Sol.

## Características físicas
La magnitud absoluta de 2000 RV63 es 16,4. 